# ヘリテージング
ヘリテージング（Heritaging）とは、明治・大正・昭和初期（戦前）の日本の近代遺産を楽しむ観光レジャーのこと。
ヘリテージングは、「遺産」を意味するヘリテージ（heritage）に（ing）を組み合わせた造語で、日本の近代遺産を楽しむというニュアンスを持たせたネーミング。ヘリテージング研究所を主宰する阿曽村孝雄が提唱したもの。現在では、観光業界、マスコミなどにも浸透しつつある。これは和製英語であり、欧米ではヘリテージツーリズムという言葉もあるが、当然のことながら意味するものは異なる。
日本史で「近代」と区分される、明治維新から昭和戦前までの期間、約70年余の間に建てられた建築物と土木建造物のすべてを観光の対象とする。日本国内に限らず、アジア、ハワイ、ブラジル等海外に残る建築・建造物も含まれる。
具体的には、校舎、教会（天主堂）、住宅、別荘、庁舎、劇場、商店店舗、銀行、ホテル、旅館、温泉等公衆浴場、倉庫（蔵）、鉱山、発電所、製鉄所、浄水場、給水塔、工場、鉄道施設、港湾施設、灯台などなど。
明治・大正・昭和初期に造られた生活遺産と産業遺産および軍事遺産のすべてを、「なつかしい」「めずらしい」「うつくしい」という観光の視点で楽しむ新しい観光レジャーである。

## 現状
1990年代あたりから文化庁による近代化遺産調査が全国で行われ、明治以後昭和戦前までに建設された近代建築物（橋梁・ダムなどの近代土木建造物も含む）は、文化財的価値が見直され、国指定の重要文化財や有形文化財に登録される例が多くなっている。ちなみに明治以降の建造物で国指定の重要文化財は231件522棟、登録有形文化財は4970件にのぼる（2007年5月現在）一方、文化財に指定されていなくても、観光的に価値のある近代建築物・建造物は日本全国いたるところに無数に存在している。こうした状況は、新しい観光ムーブメントとしてのヘリテージングの発展性や可能性を示しているといえる。
奈良・京都・鎌倉・金沢・日光・角館など、「古代」「中世」「近世」の古い建物を訪れる従来の歴史観光とは一線を画し、ヘリテージングは、明治・大正・昭和初期といった時代そのものを楽しむ時代観光である。古すぎず新しすぎない「近過去」への旅。近代とは現代生活のあらゆる原型が形作られた「ふるさとの時代」ともいえる。明治や大正を実体験していない我々現代人が、当時の建物に触れるとなぜかなつかしさを覚えるのは、父母や祖父母など肉親が生まれ育った時代だからかもしれない。
遠方へ出かけて見物する従来のパック型レジャー観光のコースにも取り入れられているが、一方では、ウォーキングやスケッチ・写真撮影・吟行・温泉めぐりやグルメ旅行など個人の既成趣味と組み合わせて幅広い楽しみ方をする人も増えている。
鉄道会社のハイキングなどでも、今まであまり知られていないちょっとした近代遺産を巡るコース設定もされ、人気を集めている。

## 記事
- 毎日新聞　2007年3月26日「企画特集　近代遺産を楽しむ　ヘリテージング100選」
- 東京新聞・中日新聞　2007年5月13日「サンデー版　世界と日本　大図解シリーズNo.785『楽しもう！日本のヘリテージングの旅へ　日本の近代遺産』」